# Conacul urban al țarinei Dolivo-Dobrovolski
Conacul urban al țarinei Dolivo-Dobrovolski este un monument de arhitectură de însemnătate națională, introdus în Registrul monumentelor de istorie și cultură (nr. 245) a municipiului Chișinău, amplasat în Centrul istoric, pe strada București, 92. Edificiul a fost ridicat la sf. secolului al XIX-lea pentru țarina Fominișna Dolivo-Dobrovolski. În 1940, înainte de naționalizarea sovietică, proprietari erau atestați Roman și Dolila Dobrovolski. În prezent, în incinta clădirii se află Ambasada Bulgariei.
Imobilul a fost ridicat la colțul cartierului, într-un plan rectangular. Fațada principală este situată pe str. Sfatul Țării, cu 11 goluri arhitecturale, dintre care 10 sunt de ferestre și unul de ușă, amplasat în centru.